# Japhet Tanganga
Pour les articles homonymes, voir Japhet (homonymie).
Japhet Tanganga, né le 31 mars 1999 dans le borough londonien de Hackney en Angleterre, est un footballeur anglais qui évolue au poste de défenseur central au Millwall FC.

## Biographie

### En club
D'origine congolaise, Japhet Tanganga est formé par Tottenham Hotspur, qu'il rejoint à l'âge de 9 ans et où il effectue toute sa formation. Il prolonge son contrat avec les spurs le 7 juin 2019. Tanganga débute en professionnel le 24 septembre 2019, lors d'une rencontre de coupe de la Ligue anglaise contre Colchester United où il est titularisé. Les deux équipes font match nul dans le temps réglementaire et se départagent aux tirs au but, séance durant laquelle Colchester sort vainqueur. Le 11 janvier 2020 il fait sa première apparition en Premier League, lors de la réception du Liverpool FC, contre qui son équipe s'incline (0-1).
Le 10 mars 2020, Tanganga est titularisé en défense centrale pour son premier match de Ligue des champions lors du huitième de finale retour face au RB Leipzig. Son équipe s'incline sur le score de trois buts à zéro ce jour-là.
En juillet 2020, alors qu'il était en fin de contrat avec son club formateur, Tanganga prolonge avec Tottenham jusqu'en juin 2025.
Le 15 août 2021, pour le premier match officiel du nouveau coach Nuno Espírito Santo à la tête des Spurs, Japhet Tanganga est aligné en défense pour le premier match de Premier League face au champion sortant, Manchester City. Il est auteur d'une performance exceptionnelle, muselant pendant toute la partie Raheem Sterling et Jack Grealish, contribuant ainsi grandement à la victoire de son équipe (1-0). 
Le 18 janvier 2024, Japhet Tanganga rejoint le Millwall FC sous la forme d'un prêt jusqu'à la fin de la saison. 
Tanganga marque son premier but pour Millwall le 24 février 2024, à l'occasion d'un match de championnat face au Southampton FC. Titulaire ce jour-là, il ouvre le score dès la cinquième minute de jeu, et participe à la victoire de son équipe par deux buts à un,.
Début juillet 2024, Millwall FC annonce sa signature permanente sur un contrat à long terme.

### En sélection
Origine congolaise , Japhet Tanganga est sélectionné avec l'équipe d'Angleterre des moins de 19 ans pour participer au championnat d'Europe des moins de 19 ans en 2018 qui se déroule en Finlande. Titulaire lors de ce tournoi, il joue quatre matchs et se distingue en inscrivant un but lors du premier match face à la Turquie, contre qui son équipe s'impose par trois buts à deux.
De 2017 à 2019, Tanganga représente les moins de 20 ans pour un total de neuf matchs joués.
En octobre 2020, Tanganga est convoqué pour la première fois avec l'équipe d'Angleterre espoirs.

## Palmarès

### En club
Tottenham Hotspur FC :
- Finaliste de la Coupe de la Ligue en 2021.